# 2451 Dollfus
2451 Dollfus eller 1980 RQ är en asteroid i huvudbältet som upptäcktes den 2 september 1980 av den amerikanske astronomen Edward L.G. Bowell vid Anderson Mesa Station. Den är uppkallad efter den franske astronomen Audouin Dollfus.
Asteroiden har en diameter på ungefär 11 kilometer.